# Lijst van spelers van Club Deportivo Cuenca
Deze lijst omvat voetballers die bij de Ecuadoraanse voetbalclub Club Deportivo Cuenca spelen of gespeeld hebben. De namen zijn alfabetisch gerangschikt.

## A
- Xavier Abril
- Gabriel Achilier
- Nelson Agoglia
- Juan Aguinaga
- Enrique Aguirre
- Paul Alarcón
- Raúl Alvarado
- Israel Álvarez
- Omar Andrade
- Julio Angulo
- Raúl Antuña
- Freddy Araujo
- William Araujo
- Pablo Arévalo
- Adrián Arias
- Wilson Armas
- Nicolas Asencio
- Néstor Ayala
- Arlin Ayoví

## B
- Federico Barrionuevo
- Mario Barrionuevo
- Stony Batioja
- Claudio Biaggio
- Jesse Biojó
- Jimmy Blandón
- Marcelo Bohórquez
- Luis Bolaños
- Cristian Bottero
- Jimmy Bran
- Miguel Bravo
- Robert Burbano

## C
- Mauricio Cabezas
- Jhon Cagua
- Darwin Caicedo
- Donald Caicedo
- Geovanny Caicedo
- Mirlon Caicedo
- Walter Calderon
- Henry Canga
- Rúben Canga
- Byron Cano
- Wilson Carabalí
- Roberto Carboni
- Nixon Carcelen
- Cristian Carnero
- Bruno Casanova
- Cassiano
- Alberto Castillo
- Germán Castillo
- Miller Castillo
- Carlos Alberto Castro
- Carlos Ernesto Castro
- Joao Cerna
- Álex Cevallos
- Jorge Cevallos
- Walter Chalá
- Javier Charcopa
- Hamilton Chasi
- José Chávez
- Jaime Chila
- Javier Chila
- Christian Cordero
- Danes Coronel
- Galo Corozo
- Jorge Corozo
- Kleber Corozo
- Yonnis Corozo
- José Luis Cortéz
- Roberto Cuadrado
- Jorge Cuesta

## D
- Daniel Delfino
- Energio Díaz
- Nicolás Domingo
- Esteban Dreer
- Walter Durazno

## E
- Michael Endara
- Luis Escalada
- Joffre Escobar
- Washington España
- William España
- Silvano Estacio
- Victor Estupiñán

## F
- Fernando Fajardo
- Mauricio Ferradas
- Juan Ferreyra
- Gustavo Figueroa
- Julio Fleitas
- Wilson Folleco
- Juan Fontana
- Alejandro Frezzotti
- Edder Fuertes

## G
- Enrique Gámez
- Jhon García
- Leonardo Garcia
- Juan Godoy
- Cristian Gómez
- Alex González
- Gregory González
- Héctor González
- Sebastián González
- Juan Govea
- José Granda
- Carlos Grueso
- Omar Guerra
- Juan Guerrón
- Carlos Gutiérrez
- Silvio Gutíerrez

## H
- Carlos Henriquez
- Brian Heras
- Carlos Hidalgo
- Camilo Hurtado
- Koob Hurtado
- Mauricio Hurtado

## I
- Eduardo Iachetti
- Diego Ianiero
- Facundo Imboden

## J
- Lenin de Jesús

## K
- Javier Klimowicz
- Fausto Klinger

## L
- Jorge Ladines
- Damián Lanza
- Mario Lastra
- Federico Laurito
- Damián Ledesma
- Jerry León
- Ángel Liciardi
- Pablo López
- Marcos López

## M
- Damián Manso
- Pablo Marin
- Diego Martínez
- Leonardo Mas
- Segundo Matamba
- Holger Matamoros
- David Matute
- Ángel Mena
- Deison Méndez
- Edmundo Méndez
- Gabriel Méndez
- Manuel Mendoza
- Adington Mina
- Daniel Mina
- Leorvelis Mina
- Mariano Mina
- Narciso Mina
- Oswaldo Minda
- Geovanny Mogrovejo
- Israel Moncayo
- Alberto Montaño
- Rubén Montaño
- Carlos Morán
- César Morante
- Argenis Moreira
- Luis Moreira
- Marlon Moreno
- Ángel Mosquera

## N
- Jefferson Nájera
- John Narváez
- Ángel Nasta
- Pedro Nazareno
- Raúl Noriega

## O
- Pablo Ochoa
- Juan Ojeda
- Alexis Olivera
- Norberto Orrego

## P
- Joffre Pachito
- Carlos Panchano
- Miguel Paniagua
- Juan Carlos Paredes
- Jorge Parra
- Belford Parraga
- David Patiño
- Johnny Perez
- Gene Pico
- Hamilton Piedra
- Carlos Preciado
- Edison Preciado

## Q
- Carlos Quiñónez
- Marco Quiñónez
- Marcelo Quinteros
- Enríque Quishpe

## R
- Israel Ramón
- Giancarlos Ramos
- Edilberto Riascos
- Alfredo Víctor Riggio
- Andrés Ríos
- Javier Robles
- José Luis Rodríguez
- Mike Rodríguez
- Juan Romero

## S
- Ezequiel Scarione
- Pablo Solchaga
- Leonardo Soledispa
- Diego Solís
- Andrés Soriano
- Jerson Stacio
- Roger Suárez

## T
- Rodrigo Teixeira
- Luis Tenorio
- Mario Tenorio
- Javier Toledo
- Jorge Torales
- Lizandro Torres

## U
- Bayrón Ulloa

## V
- Roberto Valarezo
- José Valdiviezo
- Christian Valencia
- Modesto Valencia
- Pedro Valencia
- Luis Vallenilla
- Martin Vasquez
- Pablo Vázquez
- Ivan Velásquez
- Marcelo Velazco
- Jaime Vélez
- Carlos Vernaza
- Ismael Villalba
- Petter Villegas

## W
- Armando Wila
- Polo Wila

## Z
- Jasson Zambrano
- Cristian Zermattén